# غنفريات
غنفريَّات هي فصيلة من الثعابين البدائية غير السامة المختبئة الأصلية في شبه جزيرة الهند سرنديب. الاسم مشتق من الكلمات اليونانية ura ("الذيل") و pelte ("درع") ما يشير إلى وجود درع من القَرنين كبير عند طرف الذيل. عُرِّف منها سبعة أو ثمانية أجناس. تضم الفصيلة أكثر من 50 نوعًا .  هذه الثعابين ليست معروفة جيدًا من حيث تنوعها وتاريخها الطبيعي.